# Reichertshofen
Reichertshofen is een plaats in de Duitse deelstaat Beieren, en maakt deel uit van het Landkreis Pfaffenhofen an der Ilm.
Reichertshofen telt 8.331 inwoners.